# Шарл Ренувје
Шарл Бернард Ренувје (фр. Charles Bernard Renouvier; 1. јануар 1815 — 1. септембар 1903) је био француски филозоф. Примио је утицаје од Канта и Конта, који је био један од његових учитеља. Ипак, одбацио је многе од идеја ових филозофа и кренуо у потрагу за властитим путем. Инсистирао је на нередуктибиној плуралности и индивидуалности ствари, насупрот тендецијима апсолутног идеализма који је био модел многих његових савременика. Асоцирао је људску индивидуалност са недетерминизмом и слободом. У мјери у којој покретачки агенти нису предодређени другим стварима и сами себе одређују, представљају јединствене индивидуе, тврдио је Ренувје. По њему недетерминизам се такође шири на физички свијет и сазнање. Одбио је могућност постојања апсолутне исправности и тачности, али је такође бранио универзалност логичких и математичких закона. У политици и религији, инсистирао је на слободи индивидуе и слободи свијести. Његове идеје су утицале на амерички прагматизам.
Веома је цијенио идеје Жила Лекјеа и сматрао га великим учитељем филозофије.

## Дјела
- (1854-64)
- [1](1869), Uchronie (1876)
- (1885-86)
- (1896-97)
- (1901)
- Виктор Иго: Le Poète (1893)
- (1900)
- [1] (1901)
- (1903)
- [2] (1906).